# 2015-ös férfi U17-es kosárlabda-világbajnokság
Ez a lap a 2015-ös U17-es férfi kosárlabda-világbajnokság eredményeit foglalja össze.

## Résztvevők

### Európa
- Franciaország
- Görögország
- Olaszország
- Spanyolország
- Szerbia

### Amerika
- Egyesült Államok
- Puerto Rico
- Kanada
- Argentína

### Afrika
- Egyiptom
- Angola

### Ázsia
- Japán
- Kína
- Egyesült Arab Emírségek

### Óceánia
- Ausztrália
- Fülöp-szigetek